# Wrecking Crew
Wrecking Crew é um jogo eletrônico de quebra-cabeça, produzido pela Nintendo, lançado em 1985 para o Nintendo Entertainment System. O título foi incluído como um dos 20 jogos do programa de "embaixadores" do Nintendo 3DS, que permitiu que aqueles que compraram o portátil antes do corte de preço baixassem-no gratuitamente desde o dia 31 de agosto de 2011.
Em Wrecking Crew, o jogador experimenta mais de 100 níveis, nos quais controla Mario e tenta destruir todos os objetos de um determinado conjunto, usando de um martelo grande. Mario não pode pular devido ao peso do seu martelo. Objetos destrutíveis incluem paredes, pilares, escadas, barris e bombas, que destroem todos os objetos ligados destrutíveis e vários inimigos os quais Mario deve evitar, visto que tiram suas vidas.
Por vezes há portas, que, quando abertas, fazem com que os inimigos transitem para outro lugar, ficando impossibilitados de causarem danos a Mario.
O jogo tem uma personagem que atrapalha Mario, o Spike.
Wrecking Crew também possui um editor de níveis, que permite que o jogador conceba até quatro fases.